# メリダとおそろしの森
『メリダとおそろしの森』（メリダとおそろしのもり、原題：Brave）は、2012年に公開されたアメリカ合衆国のコンピュータアニメーション3D映画。
10世紀頃のスコットランドを舞台とする。ピクサー映画初のフェアリーテールであり、また初の女性が主人公且つ初のディズニープリンセスがヒロインの作品でもある。これまでのピクサー作品よりも暗く大人向けの作品となる。同時上映は『月と少年』。
ウォルト・ディズニー・ピクチャーズのオープニングに最後に登場するディズニークレジットのロゴから「Walt」と「pictures」の表記が消え「disney」のみと変更された。
第85回アカデミー賞では長編アニメ映画賞を受賞した。音声にドルビーアトモスを採用した初の作品でもある。
また、本作のエンディングでは、2011年に死去したスティーブ・ジョブスへ、以下の追悼文が掲げられている。

## あらすじ
舞台は千年前のイギリス・スコットランド。ダンブロッホ王国の王女メリダは幼い頃から活発な性格で、成長し少女となった今は自由を愛する弓の名手である。しかし、メリダの母エリノア王妃は、王位継承者であるメリダを立派な王女に育てるため、堅苦しい生活を好まないメリダに対して日頃から厳しく接していた。
王国の伝統として、平和を維持するためには国の有力な3人の領主との同盟関係が重要とされてきた。エリノア王妃は3人の領主とその息子たちを城に招き、最も優れた武勇を示した息子をメリダの夫にしようとする。しかし、強引に決められた結婚を嫌がったメリダは競技会に乱入し、自分自身が優勝してしまう。
エリノア王妃は激怒し、メリダを自室へと連れて行くと2人の口論が始まる。メリダは王女としての在り方を押し付けるばかりの母に耐えかね、エリノア王妃が手作りしていた大切なタペストリーを剣で一裂きする。対するエリノア王妃はメリダの弓を奪い取り暖炉に放り込んでしまう。母の所業にメリダは哀しみ、愛馬アンガスに乗って城を飛び出し森を駆けていく。メリダが不思議な「鬼火」に導かれ森を進んでいくと、森の奥で店を構える森の魔女と出会う。メリダは母の考えを変える魔法を注文するが、魔女の用意した魔法のケーキを一口食べたエリノア王妃は、大きな熊へと姿を変えてしまう。
メリダの父ファーガス王は凶暴な熊モルデューに左足を食い千切られたため、全ての熊を憎んでいた。熊に姿を変えたエリノア王妃は言葉を話すことができず、ファーガス王に見つかれば殺されてしまう。メリダは弟である三つ子に協力してもらい、密かに母を連れて城を脱出すると、魔法を解く手がかりを求めて森へ入っていく。メリダが魔女の店に辿り着くと伝言が残されており、「二度目の日の出を迎えると魔法が永遠に解けなくなる」という。魔法を解く手掛かりもあったが、内容が抽象的で具体的に何をすればいいのか分からなかった。
翌日、朝食を用意するメリダが川で鮭を射ったことを切っ掛けに、2人は夢中で川の鮭を取り始める。しかし、日が暮れる頃になるとエリノア王妃はまるで本物の熊のように振舞い始める。メリダの呼びかけでエリノア王妃の意識が戻ると、2人は「鬼火」に導かれるまま荒れ果てた大昔の城跡に辿り着く。城跡の様子から、ここは昔話で伝えられる古代王国の跡地であり、かつて母と同じように熊に変わってしまった王子がいることにメリダが気付くと、目の前にモルデューが現れて彼女を襲い始める。母と協力して逃げ延びたメリダは、魔法を解く手掛かりと城跡の様子から、剣で裂いてしまったタペストリーを修復すれば魔法が解けると考えた。
夜を迎え、2人が城に潜入すると、城内ではファーガス王と3人の領主達が誰をメリダの夫にするか争っており、同盟は崩壊寸前に陥っている。メリダは彼らの前に出て注目を集めると、母が自室へ向かう時間を稼ぐために古代王国の昔話を始めた。メリダの話は次第にダンブロッホ王国が誕生した経緯に移り、絆の尊さと大切さを自他共に確認するに至る。成長したメリダの姿に心打たれたエリノア王妃は、考えが改まったことをジェスチャーでメリダに伝えると、伝統よりも自分の心に従って生き方を決めることが大事だと、メリダを通してその場にいる全員に語りかけた。
皆が円満解決を祝う宴に向かった隙をついて2人はエリノア王妃の自室に入ると、またしてもエリノア王妃の意識が熊になってしまっただけでなく、そこにファーガス王までやってきて戦いだしてしまう。程なくしてエリノア王妃の意識は戻るが、戦いの中でメリダを傷付けてしまったことに動揺し、部屋から駆け出していく。城の人間を総動員してエリノア王妃が追いたてられる中、部屋に閉じ込められたメリダは三つ子の協力で脱出に成功すると、彼らと共にアンガスに跨ってタペストリーを修復しながら母の元へと駆けつける。ストーンサークルで捕獲されていたエリノア王妃は間一髪のところで助かる。メルダから熊の正体を知り驚いたファーガス王は、肩を落とし反省するが、そこにメリダを追ってきたモルデューが現れる。メリダの危機にエリノア王妃は捕縛を力ずくで解き、モルデューに立ち向かっていく。戦いの末、モルデューは直立巨石に潰されて息絶え、彼の魂は改心した顔をしてメリダとエリノア王妃に黙ったまま謝罪すると「鬼火」となって去っていく。
日の出が迫る中、メリダは母の体に修復したタペストリーを掛けるが、彼女が元に戻る様子はなく悲しみに暮れるメルダとファーガス王達。しかし、メリダが涙を流して母を抱きしめていると、朝日に照らされた母の体は人間に戻っていた。父も兵もみんな大喜びし、領主達と和解して争いは終わる。
その後、メルダと熊になったエリノア王妃のタペストリーを飾り、ファーガス王はいい風が吹くことを祈り帰って行く領主達と別れを告げる。メルダは母と共に馬に乗り掛け合いながら、運命は自分の意思では変えられない人もいて自分のものでもないが、自分は自分たちの中にあると知っている。それを見つめる勇気を持てば、いいだけだと語る。
エンドロール後、配達しにたカラスが門番に、サインをしてほしいと頼まれ、幕を閉じる。

## 登場人物

### ダンブロッホ王国
メリダ王女
ピクサー史上初の女性主人公。また、ピクサー史上初のディズニープリンセスでもある。
ダンブロッホ王国の自由を愛するお転婆な王女。乗馬が得意で弓の名手。一人称は「私」。
母の考える王女らしさに縛られることを嫌い、自分の運命が変わることを望んでいる。
王位継承者にふさわしい勇気を備えているが、大人への一歩を踏み出すためにはある「重要なこと」を学ぶ必要があった。
2018年公開の『シュガー・ラッシュ:オンライン』にも登場している。
エリノア王妃
メリダの母であり、ダンブロッホ王国の王妃。
剣や弓を扱うだけでなく伝統を軽んじるメリダに頭を悩ましており、王女らしくなるようにと常に厳しく接している。
ファーガス王
メリダの父であり、ダンブロッホ王国の王。
豪快かつ大らかな性格で、メリダの良き理解者。一方で、凶暴な熊モルデューとの戦いで左足を失って義足になっており、全ての熊を敵視している。
三つ子
ヒューバート、ヘイミッシュ、ハリス。
メリダの小さな弟たちで、かなりのいたずら好き。熊に変わった母を見ても物怖じせず、母を助けようとするメリダに協力する。

### 王国の氏族
マッキントッシュ卿
ダンブロッホ王国の氏族「マッキントッシュ」の領主。
ピクト族のようなペイントを身体に施している細身の男。
マッキントッシュ家の長男
メリダの求婚者の1人で、鍛えられ引き締まった体型。北方の侵略者から氏族の土地を守り、自らの剣である「流血の剣」を振るい千人の敵を倒した、と父親は主張している。
マクガフィン卿
ダンブロッホ王国の氏族「マクガフィン」の領主。
巨体と金髪が特徴でスコットランドの強い訛りで話す。
マクガフィン家の長男
メリダの求婚者の1人で、大柄な体型で力持ち。バイキングの船を何艘も沈め、武器など使わず素手で二千の敵を倒した、と父親は主張している。
言葉が訛っているうえに早口で話すため、何を言っているのか聞き取りづらい。
ディンウォール卿
ダンブロッホ王国の氏族「ディンウォール」の領主。
短気な性格で強がり。
ディンウォール家の長男
メリダの求婚者の1人で、小柄な体型に頼りない体付きをしている。一万のローマ人に取り囲まれるも、敵の大艦隊を相手に左手で船の舵を取り、右手で無敵の剣を振り回し敵の船を全て沈めた、と父親は主張している。
DVDに収録された短編アニメーション『モルデューの伝説』では、魔女の家を訪れるが、恐ろしい熊の伝説を聞かされ逃げ帰った。

### その他
おばあさん（森の魔女）
森の奥にある店「クラフティー・カーバー」で様々な熊の木彫りを作っている老婆。
メリダと会った当初は魔女であることを隠そうとしたものの、報酬に釣られてメリダの注文を受ける。しかし、渡した魔法には注意点があることを伝え忘れてしまった。
モルデュー
本作のディズニー・ヴィランズ。
15フィートの黒い熊。かつてファーガス王と戦い、彼の左足を食いちぎった。
失われた古代王国の王子だったが、魔女に自分を強くする魔法を頼んだ結果、熊になってしまった。
鬼火（ウィル・オ・ザ・ウィスプ）
ゆらめく青白い光。「見た者を運命へと導く」とされている。
モーディ
ダンブロッホ王国の召使。
三つ子の悪戯にうんざりしている。
アンガス
メリダの愛馬。
メリダの良き相棒で森を駆けるのが大好き。
カラス
おばあさんのペットのお調子者のカラス。
エンディング後にも登場し、おばあさんの使いとして役目を果たす。
マーティン
ダンブロッホ王国の番人の一人。
昼寝が趣味で三つ子に右側の髭を斧で切られる。
エンディング後にも登場する。
ゴードン
ダンブロッホ王国の番人の一人。
氏族がやって来た事を報告する。

## キャスト
| 役名                     | 原語版                     | 日本語吹替版                   |
| ------------------------ | -------------------------- | ------------------------------ |
| メリダ 王女              | ケリー・マクドナルド       | 大島優子                       |
| ファーガス王             | ビリー・コノリー           | 山路和弘                       |
| エリノア王妃             | エマ・トンプソン           | 塩田朋子                       |
| おばあさん（森の魔女）   | ジュリー・ウォルターズ     | 木村有里                       |
| ディンウォール卿         | ロビー・コルトレーン       | 内田直哉                       |
| マクガフィン卿           | ケヴィン・マクキッド       | 天田益男                       |
| マクガフィン家の長男     | ケヴィン・マクキッド       | 小森創介                       |
| マッキントッシュ卿       | クレイグ・ファーガソン     | 郷田ほづみ                     |
| モーディ                 | サリー・キングホーン       | 杉村理加                       |
| モーディ                 | エリド・フレイザー         | 杉村理加                       |
| 幼少時代のメリダ         | ペイジ・バーカー           | 清水詩音                       |
| マッキントッシュ家の長男 | スティーヴン・クリー       | 津田英佑                       |
| カラス                   | スティーブ・パーセル       | 梅津秀行                       |
| ディンウォール家の長男   | カラム・オニール           | 藤原堅一                       |
| マーティン               | パトリック・ドイル         | 多田野曜平                     |
| ゴードン                 | ジョン・ラッツェンバーガー | 根本泰彦                       |
| ヒューバート             |                            | 阿久津秀寿                     |
| ハリス                   |                            | 阿久津秀寿                     |
| ヘイミッシュ             |                            | 阿久津秀寿                     |
| キッチンの女中           |                            | 宮川知衣 きっかわ佳代 華村りこ |
| 騎士                     |                            | 田中英樹                       |
| 弓を取った男             |                            | 小西のりゆき                   |
| 痩せた衛兵               |                            | 原慎一郎                       |
| ハンマーを投げる男       |                            | Kuma                           |
| その他                   |                            | 木村聡子 森加織                |
| モルデュー               | フランク・ウェルカー       | 原語版流用                     |
| アンガス                 | フランク・ウェルカー       | 原語版流用                     |

## 日本語版制作スタッフ
- 演出：松岡裕紀
- 吹替翻訳：いずみつかさ
- 翻訳監修：Ian MacDougall
- 調整：Shepperton International
- 音楽スタジオ、録音スタジオ：スタジオ・エコー
- 制作監修：津司大三
- 制作総指揮：佐藤淳
- 日本語版制作：DISNEY CHARACTER VOICES INTERNATIONAL, INC.

## 製作
旧題は『The Bear and the Bow』。
ブレンダ・チャップマンは本作をハンス・クリスチャン・アンデルセンやグリム兄弟のような童話と考えている。チャップマンはピクサー初の女性の監督となる予定であったが、2010年10月に降板が発表され、マーク・アンドリュースに監督を交代した。降板の理由は明らかにされていないが、チャップマンは製作上の対立からアンドリュースとジョン・ラセターにより解雇されたものとみられている。チャップマンは共同監督の名義でクレジットには残されたため、ピクサー初の女性監督は達成された。チャップマン降板に合わせて、ピクサーを女性差別主義的と非難する声がインターネット上で挙がった。チャップマンは後に、「（当初の自分の）ビジョンは映画に残された」「映画自体は誇りに思っている」と述べている。アンドリュースは「（チャップマン版は）映画の骨に問題はなかったが、枝葉の部分が機能していなかった」とし、ストーリーをややヘヴィーに書き換え魔法の要素をいくつか削除した。
メリダ役には当初リース・ウィザースプーンが充てられていた。
ドルビーラボラトリーズが2012年4月に新たに発表した「ドルビーアトモス」を初めて導入した作品である。

## 興行成績
全世界で興行収入5億ドルを超える大ヒット作となったものの、日本では最終興行収入9億円にも届かないという対照的な興行成績をみせた。
本作の公開以前に日本で公開されたピクサー映画はいずれも15億円を超す興行成績を残しているが、本作のみ9億円にも届いていなかった（その後『2分の1の魔法』がこれを下回る）。

## トリビア
ピクサー作品でおなじみであるトリビアの数々は、本作ではすべておばあさんの木彫り店に登場する。
- 『トイ・ストーリー』に登場するピザ・プラネットのトラックは、木彫りの置き物になっている。
- 『モンスターズ・インク』のサリーが、別の木彫りの置き物の中に絵として刻み込まれている。
- この店の扉の上には、赤いローマ数字で「ACXIII」、すなわち「A113」と刻まれている。アラビア数字以外の表記法でA113が登場したのは本作が初であり、発見するのは非常に困難である。
- 本作から日本語吹替版エンドロールのキャスト表記が日本版キャストになっている。